# Toni Collette
Toni Collete-Galafassi (* 1. listopadu 1972, Sydney, Nový Jižní Wales, Austrálie) je australská herečka a zpěvačka. Známost zíkala především prací na nezávislých filmech a ve vedlejších rolích studiových filmů. Zlom v kariéře nastal s rokem 1994 a jejím výkonem v komediálním dramatu Muriel se vdává, za který získala nominaci na Zlatý glóbus. Za výkon ve filmu Šestý smysl (1999) získala nominaci na Oscara v kategorii nejlepší ženský herecký výkon ve vedlejší roli.
Mimo ti si zahrála ve filmech jako Hodiny (2002), Vášeň v srdci (2003), Malá Miss Sunshine (2006), Nezapomenutelné prázdniny (2013) a Děsivé dědictví (2018) a Na nože (2019). Za vedlejší roli ve filmu Jak na věc (2002) obdržela nominaci na Filmovou cenu Britské akademie. Za výkon v hlavní roli divadelní hry The Wild Party (2002) byla nominovaná na cenu Tony. Na televizních obrazovkách se objevovala během let 2008 až 2011 v komediálním seriáluTara a její svět. Za výkon v seriálu získala cenu Emmy a Zlatý glóbus. V roce 2020 získala cenu Critics' Choice Television Awards za výkon v seriálu Neuvěřitelná.
Jako zpěvačka napsala jedenáct skladeb pro své sólové album Beautiful Awkward Picture (říjen 2006). Je spolumajitelkou produkční společnosti Vocab Films.